# Дикіт
Дикіт (Al2Si2O5(OH)4) — філосилікатний глинистий мінерал, названий на честь хіміка-металурга Аллана Бру Діка, який його вперше описав. Він хімічно складається з 20,90 % алюмінію, 21,76 % кремнію, 1,56 % водню та 55,78 % кисню. Він має такий самий склад, як каолініт, накрит і галуазит, але з іншою кристалічною структурою (поліморф). Дикіт іноді містить такі домішки, як титан, залізо, магній, кальцій, натрій і калій.